# Angélica (Mato Grosso do Sul)
Angélica é um município brasileiro da região Centro-Oeste, situado no estado de Mato Grosso do Sul.

## Geografia

### Localização
O município de Angélica está localizado no sul da região Centro-Oeste do Brasil, no sudeste do Mato Grosso do Sul (Microrregião de Iguatemi no Vale do Ivinhema) e na divisa com Paraná/São Paulo. Possui latitude de 22º09’12” Sul e longitude de 53°46’16” Oeste. Distâncias:
- 261 km da capital estadual (Campo Grande)
- 1.238 km da capital federal (Brasília).

População
Segundo estimativa da população publicada pelo Instituto Brasileiro de Geografia e Estatística (IBGE), Angélica conta com 10.304 habitantes.

### Geografia física
Relevo
Está a uma altitude de 358 m.
Clima, temperatura e pluviosidade
Está sob influência do clima tropical (AW).
Hidrografia
Está sob influência da Bacia do Rio da Prata, Rio Paraná, Rio Paraguai,  e do Vale do Ivinhema onde se encontra o Rio Ivinhema
Vegetação
Se localiza na região de influência do Cerrado.

### Geografia política
Fuso horário
Está a -1 hora com relação a Brasília e -4 com relação a Greenwich.
Área
Ocupa uma superfície de de 1 273,199 km²  (Representa 0,36% do Estado).
Subdivisões
O Município de Angélica possui apenas um Distrito, denominado Ipezal que fica a 36 Km de distância da sede.
Arredores
Os limites do Município de Angélica são: ao norte de Rio Brilhante, ao sul de Ivinhema a leste de Nova Andradina e a oeste de Deodápolis.

## História
No ano de 1957 vieram Manoel Isidoro Martins, Messias Garcia Duarte, Ovídio Gomes de Oliveira e Ediberto Celestino de Oliveira, então os primeiros a chegar ao território. E depois chegou a família Wolff (Benigno Wolff e Ricardo Wolff).
Pela Lei N.° 2.098, de 20 de dezembro de 1963 foi transformada em distrito de Dourados e o município foi criado pela Lei Estadual nº 3691 de 13 de maio de 1976 autonomizando-se do Município de Dourados. Em 1977 é criado o estado de Mato Grosso do Sul, a qual Angélica faz parte atualmente.

### Origem do nome
Dizem os desbravadores que, em virtude dos préstimos e atenção que uma senhora do nome Angélica dispensava aos forasteiros que passavam nas margens do rio Ivinhema, dando lhes comida e hospedagem, o lugar ficou conhecido como Porto Angélica, mais tarde quando o vilarejo se torna município deu-se então o nome de Angélica, em homenagem à referida senhora.

## Política
Segundo dados e Estatísticas do TRE-MS (2016) Angélica tem 8.177 eleitores.
| MUNICÍPIO | MASCULINO | FEMININO | TOTAL |
| ANGÉLICA  | 4.176     | 4.001    | 8.177 |

### Igrejas
- Paróquia São Pedro Apóstolo
- Igreja Cristã do Brasil
- Igreja Só o Senhor é Deus
- Igreja Nosso Senhor Jesus Cristo
- Igreja Assembleia de Deus Madureira
- Igreja Assembleia de Deus Mato Grosso do Sul
- Igreja Batista
- Comunidade Tempo de Vida
- Igreja O Brasil Para Cristo
- Salão do Reino das Testemunhas de Jeová
- Centro Espírita Alan Kardec
- Igreja do Evangelho Quadrangular
- Igreja Evangélica Assembleia de Deus Missões

### Comunicações

#### Correios
- Angélica possui uma Agência de Correio.

#### Rádios
- Rádio Tropical 104,9 FM

#### Televisão
- TV Morena (Rede Globo) É transmitido pelo canal 10.( TV Aberta).
- Acesso a televisão via satélite através das operadoras SKY, Claro TV e Oi TV.

#### Estabelecimentos bancários
- Banco do Brasil
- Bradesco
- Lotérica
- Sicredi

### Outros órgãos no município
- Iagro
- Agraer
- Agenfa
- Sanesul
- Energisa
- Detran
- Delegacia de Polícia Civil
- Pelotão de Polícia Militar